# Eurystomina littoralis
Eurystomina littoralis är en rundmaskart. Eurystomina littoralis ingår i släktet Eurystomina, och familjen Enchelidiidae. Arten är reproducerande i Sverige.